# Hertzoggie
Un hertzoggie /hɜːrtsɒxi/, également connu en afrikaans sous le nom de Hertzogkoekie ou en anglais sous le nom de cookie Hertzog, est une tartelette ou un biscuit fourré à la confiture avec une garniture à la noix de coco, généralement servi sur une base de pâtisserie en forme de tasse.
Ce biscuit hertzoggie est un dessert populaire en Afrique du Sud où il est souvent consommé avec une tasse de thé anglais. Dans la communauté malaise du Cap, le dessert est souvent consommé pendant l'Aïd. Il est souvent cuit à la maison dans le cadre d'une industrie artisanale de pâtisserie dans le pays et vendu aux côtés d'autres desserts sud-africains populaires tels que les koeksisters.

## Histoire
La tartelette hertzoggie doit son nom à James B. M. Hertzog, Premier ministre sud-africain du début du XXe siècle (1924-1939) et général durant la Guerre des Boers. Les Hertzogkoekies auraient été ses pâtisseries préférées. Les partisans de Hertzog étaient connus pour les avoir préparés, servis et vendus pour montrer leur soutien politique.
Une tradition sur l'origine du dessert raconte qu'il a été inventé par la communauté malaise du Cap pour démontrer son soutien à Hertzog après qu'il a promis d'accorder le droit de vote aux femmes et l'égalité des droits à la communauté de couleur dans les années 1920. Après avoir tenu la première promesse d'accorder le droit de vote aux femmes en 1930, mais pas la seconde, la communauté a commencé à cuire les biscuits avec un glaçage brun et rose appelé « twee gevreetjie » (expression afrikaans pour « hypocrite »), montrant son mécontentement à son égard.
Une autre source possible de l'origine du dessert est la pratique afrikaans qui a suivi la deuxième guerre anglo-boer de nommer les confiseries d'après des héros nationaux.

## Composition
Les Hertzogkoekies sont préparés à partir d'une pâte feuilletée ouverte remplie de confiture d'abricot. Elle est recouverte d'une garniture de meringue à la noix de coco séchée ou râpée et cuite au four.

## Une variante: les biscuits Jan Smuts

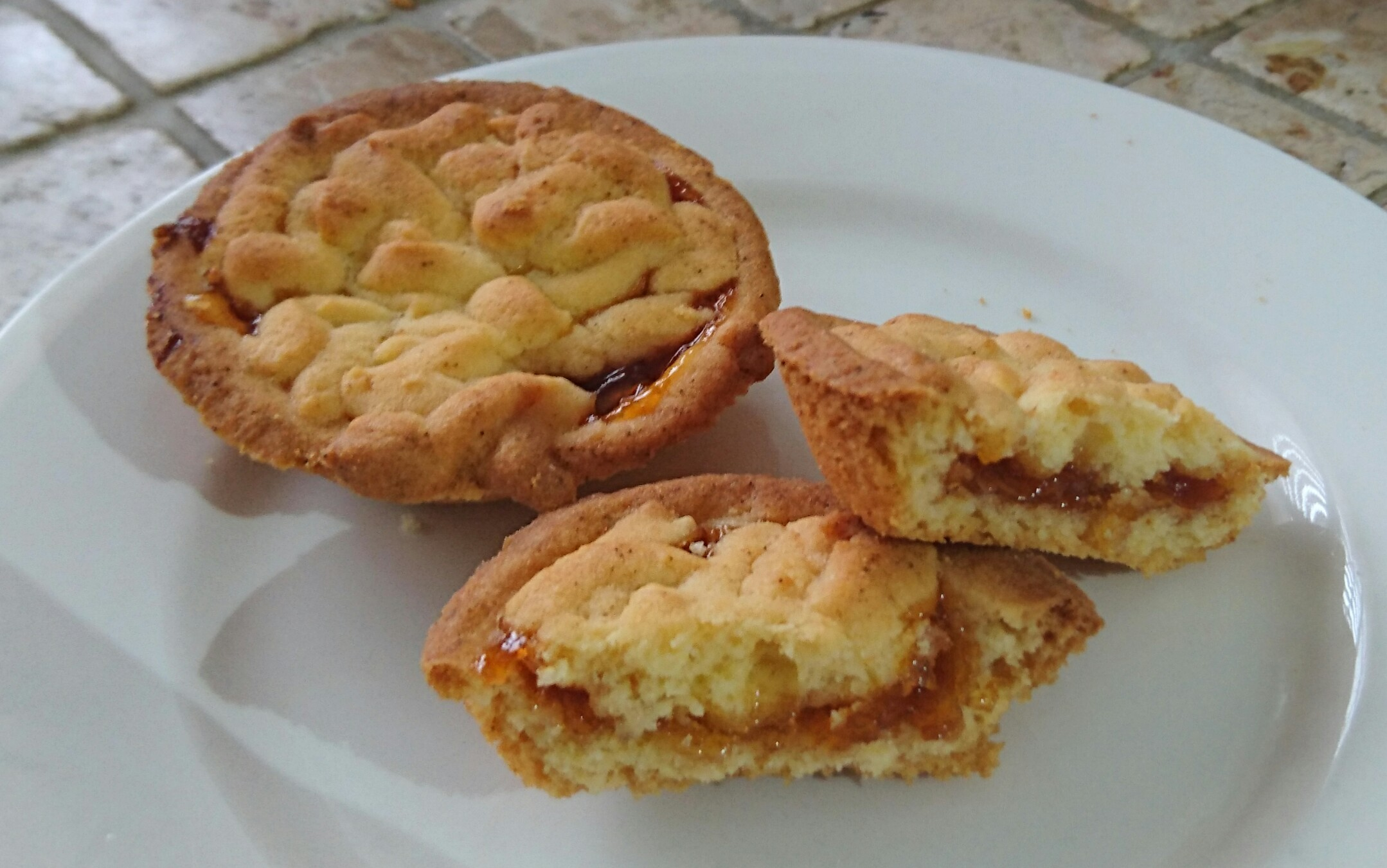
Deux biscuits Jan Smuts fourrés à la confiture d'abricots.

L'hertzogkoekie a incité les partisans du rival politique de Hertzog, son contemporain Jan Smuts, à préparer leur propre version de pâtisseries dédiée à leur homme politique, appelée « biscuits Jan Smuts ». Cette confiserie est également devenue populaire dans les années 1920 et 1930. Les biscuits Jan Smuts ont une garniture au beurre crémeux et au sucre au lieu de la garniture de meringue plus pâle des Hertzogkoekie.